# 동국대지도
동국대지도(東國大地圖)는 조선 영조 때 정상기가 제작한 한국의 옛 지도이다. 2007년 12월 31일 대한민국의 보물 제1538호로 지정되었다.
42만분의 1 축척의 〈동국대지도〉는 축척과 방위가 매우 정확하여, 김정호가 지도를 제작할 때 중요한 자료로 삼았을 만큼 한국 지도역사에 결정적 기여를 하였다. 1장의 전국도(全國圖)와 8장의 도별도(道別圖)로 구성되어 있다. 한국 지도로는 최초로 백리척을 이용하여 축척을 나타내고 지도상의 거리를 측정할 수 있게 하였으며, 그로써 한국의 윤곽이 정확히 드러나는 지도를 제작할 수 있게 되었다. 또한 영조가 그의 지도를 보고 감탄하여 베끼어 비치하게 했다.

## 개요
1축이 272.2×137.9cm에 달하는 대형 조선전도의 족자로서, 국립중앙박물관에 소장되어 있다. 표현된 범위는 조선과 만주의 일부를 아우르고 있다. 지도의 재질은 세견(細絹)으로 세 폭을 이어 만들었는데, 정교하게 그려진 솜씨로 볼 때 도화서의 화원이 묘사한 것으로 추정된다.
조선의 전체적인 모습, 수록된 정보의 종류와 양이 정상기(鄭尙驥, 1678-1752)의 <동국지도>원본 계통과 동일하다. 1767년에 산청(山淸)과 안의(安義)로 바뀌는 산음(山陰)과 안음(安陰)이 명칭변경 이전의 지명으로 기록되어 있는 점 등에서 1755년에서 1757년 사이에 제작된 것으로 추정된다.
이 <동국대지도>는 만주를 함께 그린 것을 통해 볼 때 정상기가 그린 전도인 <동국지도>를 원본으로 하여 관에서 필사한 초기의 지도로 연구되고 있다.
정상기의 <동국지도>는 조선전기 계통의 조선지도에 비해 정확성이나 수록된 정보의 양 등에서 혁신적인 분기점을 긋고 있다. 현재 정상기의 <동국지도> 원본은 남아 있지 않은 것으로 알려지고 있어 전도 원본에 가장 가까운 것으로 판단되는 이 <동국대지도>는 학술사적 측면뿐만 아니라 문화재적 측면에서도 높은 가치를 지닌다 하겠다.

## 같이 보기
- 동국지도
- 정상기
- 백리척

## 참고 자료
- 동국대지도 - 국가유산청 국가유산포털